# Melanagromyza generosa
Melanagromyza generosa este o specie de muște din genul Melanagromyza, familia Agromyzidae, descrisă de Spencer în anul 1961.
Este endemică în Etiopia. Conform Catalogue of Life specia Melanagromyza generosa nu are subspecii cunoscute.